# Кунчо Кацаров
Кунчо Танчов Кацаров (Огнян) е български комунистически партизанин и офицер..

## Биография
Кунчо Кацаров е роден на 12 февруари 1924 г. в пазарджишкото село Стрелча. Има завършено средно и висше военно образование. Член е на РМС. Завършва средно образование.
Участва в комунистическото движение по време на Втората световна война. Излиза в нелегалност и през март 1943 г., наред с Александър Пашов, Стаханов, Грую Палавеев, Петко Радоев и Петър Драганов, е партизанин в Партизанска бригада „Георги Бенковски“. Бригадата се разраства и достига до 263 бойци.
След 9 септември 1944 г. служи в Българската народна армия. Командир на дружина в 25-и пехотен полк. През 1947 г. започва 10-месечен курс Вистрел в СССР. След това учи във Военната академия на Генералния щаб на СССР заедно с генерал Цаньо Бакалов. От 1957 до 1958 г. е командир на 21-а планинска бригада в Смолян. Към 1964 г. е командир на шестнадесета мотострелкова дивизия. Излиза в запаса от 3 август 1972 г.
Автор е на мемоарната книга „С порива на младостта“ (Спомени), Държавно военно издателство, 1972 г. и „Божко Иванов. Боец в двете септемврийски битки“, изд. БЗНС, С., 1982 г.